# Curvicladium
Curvicladium là một chi rêu trong họ Neckeraceae.